# Inspektionsskib
Inspektionsskib er en dansk betegnelse for de patruljefartøjer, som Søværnet benytter i havområderne omkring Grønland, Island og Færøerne. Som navnet antyder er en af skibenes hovedopgaver fiskeriinspektion samt andre nationale opgaver i farvandene. Mindre danske patruljefartøjer i området omtales normalt som inspektionsfartøjer eller inspektionskuttere.

## Historie
Søværnet har i over 400 år haft enheder ved Grønland, Færøerne og Island, hvilket bl.a. blev fejret ved Langelinie i København i 1987. Opgaverne har hele tiden været at hævde dansk suverænitet og foretage fiskeriinspektion i disse nordlige farvande. Den 30. januar 1959 forliste M/S Hans Hedtoft ved Kap Farvel. Som et resultat af dette forlis nedsatte den danske regering en kommission som konkluderede at søredningsberedskabet i Nordatlanten var utilstrækkeligt. Derfor blev der bygget fire inspektionsskibe af Hvidbjørnen-klassen i starten af 1960'erne. Disse skibe var nyskabende i dansk sammenhæng da de var i stand til at medbringe en helikopter. Disse blev suppleret med Beskytteren i 1976 og de noget mindre inspektionskuttere af Agdlek-klassen i slutningen af 1970'erne. I 1990'erne erstattedes de fem inspektionsskibe af den nuværende Thetis-klasse.

## Opgaver i Rigsfællesskabet
Inspektionsskibenes opgaver i Nordatlanten strækker sig over adskillige punkter:
- Farvandsovervågning og suverænitetshævdelse
- Fiskeriinspektion
- Eftersøgnings- og redningstjeneste
- Assistance til andre skibe ved havari og brand
- Miljøovervågning
- Transportopgaver
- Bugsering, bjærgning og dykkerassistance
- Assistance til forskning og videnskabelige undersøgelser
- Isbrydning under særlige forhold
- Hospitalstjeneste ved ulykker
- Søopmåling

I dag er de danske inspektionsskibe underlagt 1. eskadre og består af fire inspektionsskibe af Thetis-klassen: F357 Thetis, F358 Triton, F359 Vædderen og F360 Hvidbjørnen. Disse fire skibe er suppleret af to inspektionsfartøjer af Knud Rasmussen-klassen: P570 Knud Rasmussen og P571 Ejnar Mikkelsen samt inspektionskutteren Y388 Tulugaq.

## Inspektionskuttere og -fartøjer
En inspektionskutter er et fartøj der generelt har de samme opgaver som inspektionsskibene, dog med nogle begrænsninger især på grund af kutterens beskedne størrelse, der traditionelt har været i 20 til 30 meter lange. På grund af den noget mindre størrelse har kutterne ofte haft et patruljemønster der holder dem inde langs kysten, men har gjort dem i stand til at sejle ind i bygder og fjorde som de store inspektionsskibe ikke har været i stand til at nå.
Inspektionsfartøjerne er en relativ ny dansk skibsklasse der samler nogle af fordelene og ulemperne ved inspektionsskibene og -kutterne. Fartøjerne er mindre og har ikke de samme søegenskaber og udholdenhed som de større skibe. De har heller ikke samme dybgang og størrelse til at komme ind i mindre bygder som inspektionskutterne. Til at kompensere for den forøgede dybgang er Knud Rasmussen-klassen udrustet med en enhed af LCP-klassen, der uden problemer kan nå ind på lave vanddybder og har en forholdsvis lang aktionsradius og udholdenhed i forhold til eksempelvis en RHIB. De danske inspektionsfartøjer er desuden udrustet med et landingsdæk, men ikke udstyret med en hangar til at medbringe egen helikopter. Helikoptere fra Thetis-klassen er i stand til at lande på skibets landingsdæk og foretage rotors running refueling og dermed forøge helikopterens rækkevidde betragteligt.

## Inspektionsskibe i udlandet
Det danske begreb inspektionsskib findes som sådan ikke i udlandet, det nærmeste man kommer er begreberne Offshore Patrol Vessel (forkortet OPV) og Inshore Patrol Vessel (forkortet IPV) som er patruljefartøjer der er bygget til at patruljere på henholdsvis åbent hav, typisk indenfor et lands eksklusive økonomiske zone og patruljefartøjer der er bygget til at patruljere langs et lands kyster. Et lands OPV/IPV'er er ofte organiseret under landets kystvagt såsom Kystvakten i Norge eller de amerikanske US Coast Guard og Fishery Protection Squadron.

## Eksterne links
- Forsvaret: Skibene i 1. Eskadre
- Forsvaret: 1. Eskadres aktiviteter og tjeneste